# عبد العزيز بن محمد الرواس
عبد العزيز بن محمد بن عبد العزيز بن أحمد الكتيني الرواس (1945م - 2024م) وزير الإعلام الأسبق في عُمان وأحد وزراء الإعلام العربي مستشار السلطان للشؤون الثقافية في عهد السلطان قابوس بن سعيد والسلطان هيثم بن طارق آل سعيد، ولد عام 1945 في صلاله الوسطى، وبدأ حياته الدراسية في مدرسة السعيدية بصلاله ومن ثم سافر إلى الكويت وانخرط في السلك الدبلوماسي هناك. وفي عام 1970 وعندما استلم الحكم السلطان قابوس بن سعيد عاد إلى وطنه وتدرج بالمناصب إلى أن تقاعد بتاريخ 1/4/2020 بعد أن أتم العقد الخامس في القطاع الحكومي. توفي في 18 أغسطس 2024م.

## المناصب التي شغلها
عندما عاد إلى سلطنة عمان تم تعيينه بوظيفة مساعد والي ظفار لفترة وجيزة ومن ثم انتقل إلى العمل في القطاع الإعلامي بوظيفة ضابط إعلام وكانت إحدى المهام المنوطة هي كتابة وتوزيع المنشورات الحكومية على الأهالي في مناطق الاشتباكات بين سلطنة عمان والمليشيات المسلحة والتي عرفت بثورة ظفار وكان يجوب المناطق العسكرية اثناء الحرب، لدرجة انه نجا من الموت بأعجوبة بعد أن سقطت آحدى الطائرات العمودية التي كان يستقلها تعرض على اثرها وخلال تلك الفترة. وبعد التحاقه بعدة دورات مكثفه في الإعلام والاتصال الجماهيري ومن ثم تدرج في سلم الوظائف من مدير إعلام ظفار إلى أن انتقل للعمل بمسقط بوظيفة مدير عام العلاقات العامة والاتصالات الخارجية ومن ثم تم تعيينه وكيل وزارة الإعلام للشؤون الإعلامية بتاريخ 1/1/1976م لفترة إلى أن اسندت إليه الحقيبة الوزارية وأصبح وزيرا للإعلام والشباب في 22/5/1979م ومنذ تاريخ 1982/5/23م نقلت الإختصاصات المتعلقة بشؤون الشباب من وزارة الإعلام وشؤون الشباب إلى وزارة التربية والتعليم وتم تغيير المسمى ليصبح إلى وزارة الإعلام.

## ابرز الأعمال على صعيد الوزارة
- أنشاء دار لصحافة تتبع وزارة الإعلام بمسمى «دار جريدة عمان» 1980
- إحكام نظام القطاع الإعلامي في وزارة الإعلام 1983
- الهيئة العمانية للإنتاج الفني التليفزيوني 1983-1997
- تأسيس اللجنة العليا للتخطيط الإعلامي 1984
- إنشاء قانون المطبوعات والنشر 1984
- إنشاء وكالة الأنباء العمانية 1986
- إنشاء مؤسسة عُمان للصحافة والأنباء والنشر والإعلان 1997
- إصدار قانون الرقابة على المصنفات الفنية 1997
- تأسيس نادي الصحافة [5]1998

## مستشار السلطان للشؤون الثقافية
بعد الجهود المثمرة التي قام بها كرئيس اللجنة الوطنية للحفاظ على الآثار في ظفار بدأ على الفور بتنفيذ أعمال مهمة في مواقع تاريخية وتراثية في السلطنة ولقد اسندت إليه العديد من المواقع التي قام بتطويرها والتي ساهم في إدراج العديد منها ضمن قائمة التراث العالمي الثقافي والطبيعي.
- منتزة البليد الأثري - مدرج ضمن قائمة التراث العالمي الثقافي والطبيعي[6]
- منتزة سمهرم الأثري - مدرج ضمن قائمة التراث العالمي الثقافي والطبيعي[7]
- موقع وبار الأثري - مدرج ضمن قائمة التراث العالمي الثقافي والطبيعي[7]
- محمية آشجار اللبان بوادي دوكة - مدرجة ضمن قائمة التراث العالمي الثقافي والطبيعي[7]
- موقع سلوت الأثري - القائمة التمهيدية للجنة التراث العالمي التابعة لمنظمة اليونسكو تمهيدًا لتسجيله مستقبلًا في قائمة التراث العالمي الثقافي والطبيعي[8]
- مدافن بات

### أهم الانجارات الثقافية
- إدراج منتزة البليد الأثري - منتزة سمهرم الأثري - موقع وبار الأثري - محمية أشجار اللبان بوادي دوكة ضمن قائمة التراث العالمي الثقافي والطبيعي بمنظمة اليونيسكو باسم أرض اللبان[9]
- افتتاح منتزة البليد الأثري 2001 وبحلته الجديدة في 2007
- محمية آشجار اللبان بوادي دوكة
- إنشاء متحف أرض اللبان 2007

- افتتاح منتزة سمهرم الأثري عام 2001 للزوار بحلته الجديدة
- مركز المعلومات - موقع أوبار الأثري 2017
- متزة حصن سلوت الأثري 2017
- مركز المعلومات - موقع سمهرم الأثري 2020
- مسرح سمهرم «حركة الأنسان في أرض عُمان» 2020.[10]
- أحد المساهمين بإنشاء قانون حماية التراث القومي